# سيسيليا غالانت
سيسيليا غالانت (بالإنجليزية: Cecilia Galante)‏ (15 يونيو 1971)؛ كاتِبة مُتخصِّصة في أدب الأطفال وروائية أمريكية.